# Moruroa
Moruroa (Mururoa, Mururura), in de geschiedenis ook bekend als Aopuni, is een atol dat behoort tot de Tuamotueilanden die weer deel uitmaken van Frans-Polynesië. Het is 28 km lang en 11 km breed en heeft een landoppervlak van 15 km². Het ligt zo'n 1250 km ten zuidoosten van Tahiti.
Administratief valt dit eiland direct onder het bestuur van de Franse staat. Voor 1964 behoorde dit eiland tot de gemeente Tureia.

## Geschiedenis
Moruroa is in het verleden bewoond geweest. De eerste melding van het atol werd gemaakt in 1767 door de Britse ontdekkingsreiziger Philip Carteret, net nadat hij Pitcairn had ontdekt. Hij noemde het Bishop of Osnaburgh Island.
In 1792 zonk de walvisvaarder Matilda in de buurt van Moruroa. De opvarenden overleefden een tijd op het atol.
Het atol is sinds 1962 militair terrein van Frankrijk. Het is daarom verboden om het atol of de lagune te betreden. De doorgangen in het rif zijn om deze reden afgesloten. Schepen en vliegtuigen die binnen een straal van 30 kilometer komen zijn verplicht zich via de radio te melden.
Op de eilanden zijn een landingsbaan en een paar opslagbunkers te vinden.

## De Franse kernproeven op Moruroa en Fangataufa

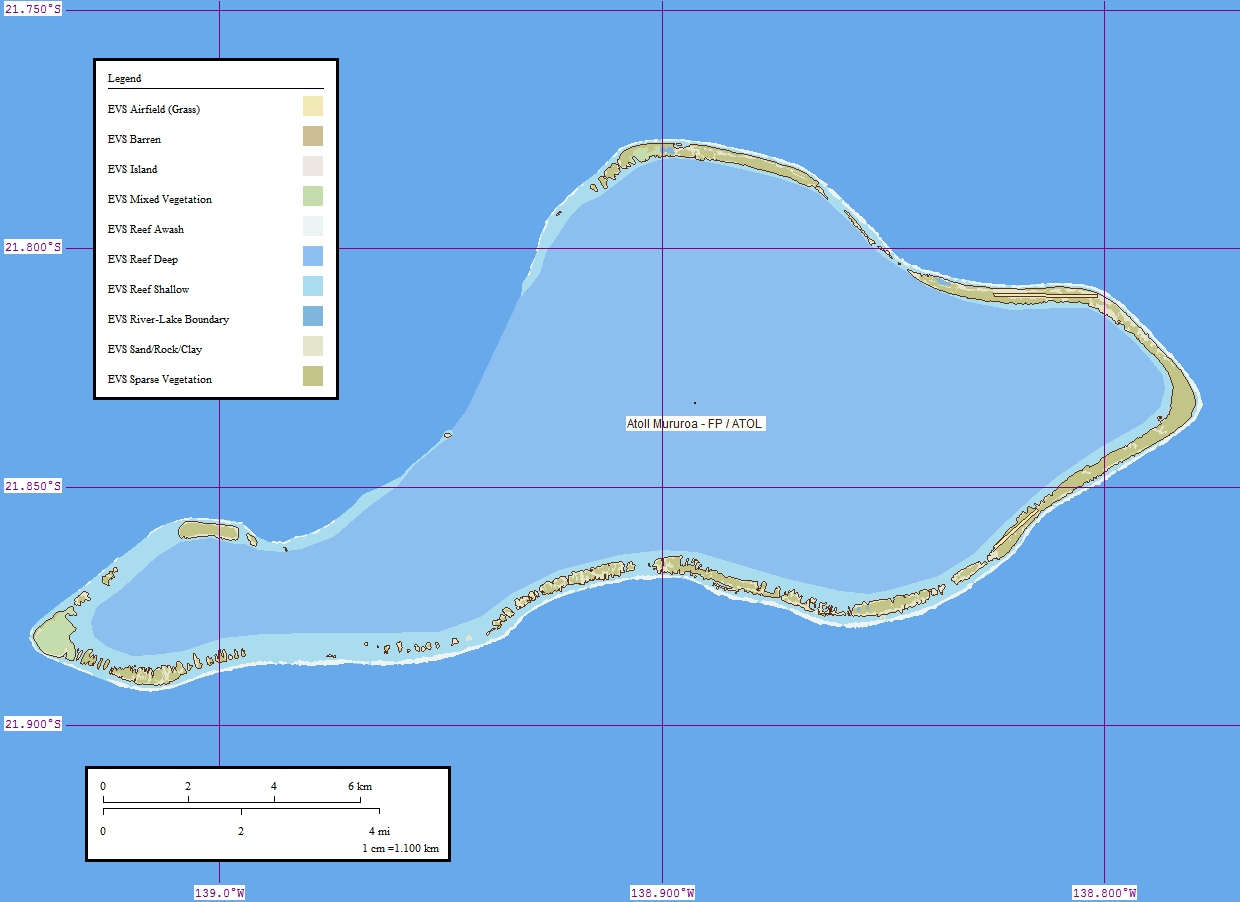
Detailkaart van Moruroa
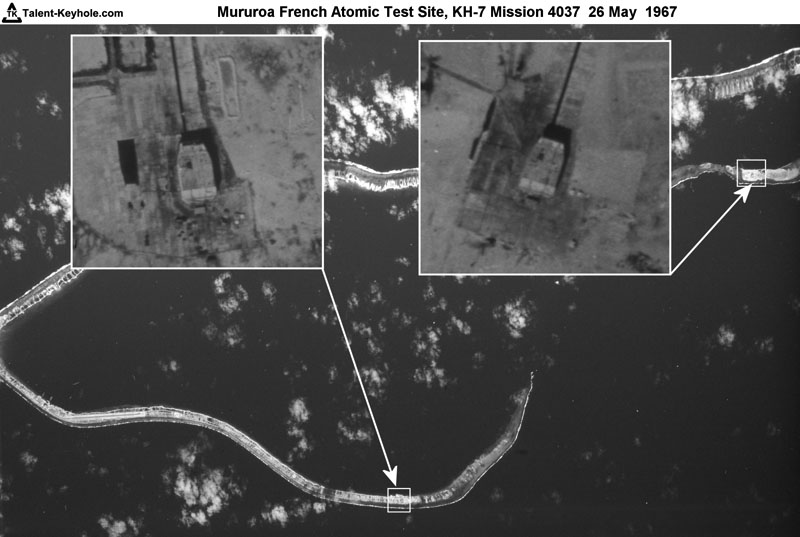
Satellietfoto (Rogel KH-7 satellite reconnaissance image, Amerikaanse spionagesatelliet) van de testlocaties op Moruroa op 26 mei 1967.

Moruroa en het nabij gelegen atol Fangataufa waren tussen 1966 en 1996 de plek waar Frankrijk uitgebreid kernwapens testte. Het was ook de plaats waar vaak werd geprotesteerd, waarbij tal van schepen betrokken waren (onder andere de Rainbow Warrior).
Op 21 september 1962 werden de atollen daarvoor ingericht. Tot in februari 1966 had Frankrijk al 17 kernproeven uitgevoerd in de Sahara. In Frans-Polynesië werd in mei 1963 een speciaal bureau opgericht  Direction des Centres d'Expérimentations Nucléaires (DIRCEN) om de testen te coördineren en daarvoor werd op een aantal atollen de infrastructuur aangelegd. Het atol Hao, dat 450 kilometer noordwestelijk van Moruroa en Fangataufa ligt, werd aangewezen als basis ter ondersteuning van de kernproeven en alle logistiek die daarbij nodig was.

### Kernproeven in de atmosfeer
Ondanks bezwaren van 30 leden van de toenmalige voorganger van de Assemblée de la Polynésie française werd de eerste kernproef op 2 juli 1966 uitgevoerd op Moruroa, een plutoniumkernsplijtwapen van 28 kiloton TNT dat op een boot midden in de lagune tot ontploffing werd gebracht. Volgens een studie van Greenpeace werd de hele lagune leeggezogen en regende het daarna dode vissen en weekdieren. De radioactieve besmetting was over een groot deel van de Grote Oceaan meetbaar tot in Nieuw-Zeeland en Peru. Op 11 september 1966 vond de vierde test plaats, in aanwezigheid van president Charles de Gaulle. Dit keer een kernexplosie van een 130 kT TNT-bom die 300 meter aan een ballon in de lucht hing. De meeste kernproeven in de atmosfeer werden aan de westkant van Moruroa uitgevoerd. Op 24 augustus 1968 ontplofte op Fangataufa de eerste Franse waterstofbom van 2,6 megaton TNT. In totaal werden 41 atmosferische proeven op Moruroa uitgevoerd en vijf op Fangataufa. Drie bommen werden per schip tot ontploffing gebracht, drie werden door bommenwerpers afgeworpen en de rest werd via heliumballonnen in de lucht tot ontploffing gebracht. De laatste proef vond plaats op 14 september 1974.

### Ondergrondse kernproeven
In de loop van de jaren 1970 kwam er steeds meer kritiek op deze proeven en nam de politieke druk op Frankrijk toe. In juli 1973 stuurde de regering van Nieuw-Zeeland twee marinefregatten als protest en om te demonstreren voor een atoomvrije Grote Oceaan (nuclear free Pacific). Frankrijk stapte toen over op ondergrondse testen. Hiertoe werden honderden meters diepe schachten in het ondergrondse, vulkanische gesteente van de atollen Moruroa en Fangataufa geboord. Hierin werden de kernbommen tot ontploffing gebracht. De eerste ondergrondse proef vond plaats op 5 juni 1975 op Fangataufa.  Deze praktijk ontketende een enorme ideologische strijd. Er werd ontdekt dat er scheuren en barsten in het gesteente ontstonden waaruit mogelijk radioactief afval kon ontsnappen, het zogenaamde tired mountain syndrome.  Ook elders in de wereld werd bekend dat ondergrondse proeven hiertoe konden leiden.
Op 25 juli 1979 ontplofte een bom halverwege de schacht en veroorzaakte een aardverschuiving onder het zeeoppervlak die leidde tot een kleine tsunami waarbij arbeiders aan de zuidkant van Moruroa gewond raakten. In het atol ontstond een twee kilometer lange barst met een breedte van 40 centimeter. 
Op 10 juli 1985 werd de Rainbow Warrior van Greenpeace, betrokken bij protesten tegen de kernproeven, door de Franse geheime dienst in Auckland opgeblazen.

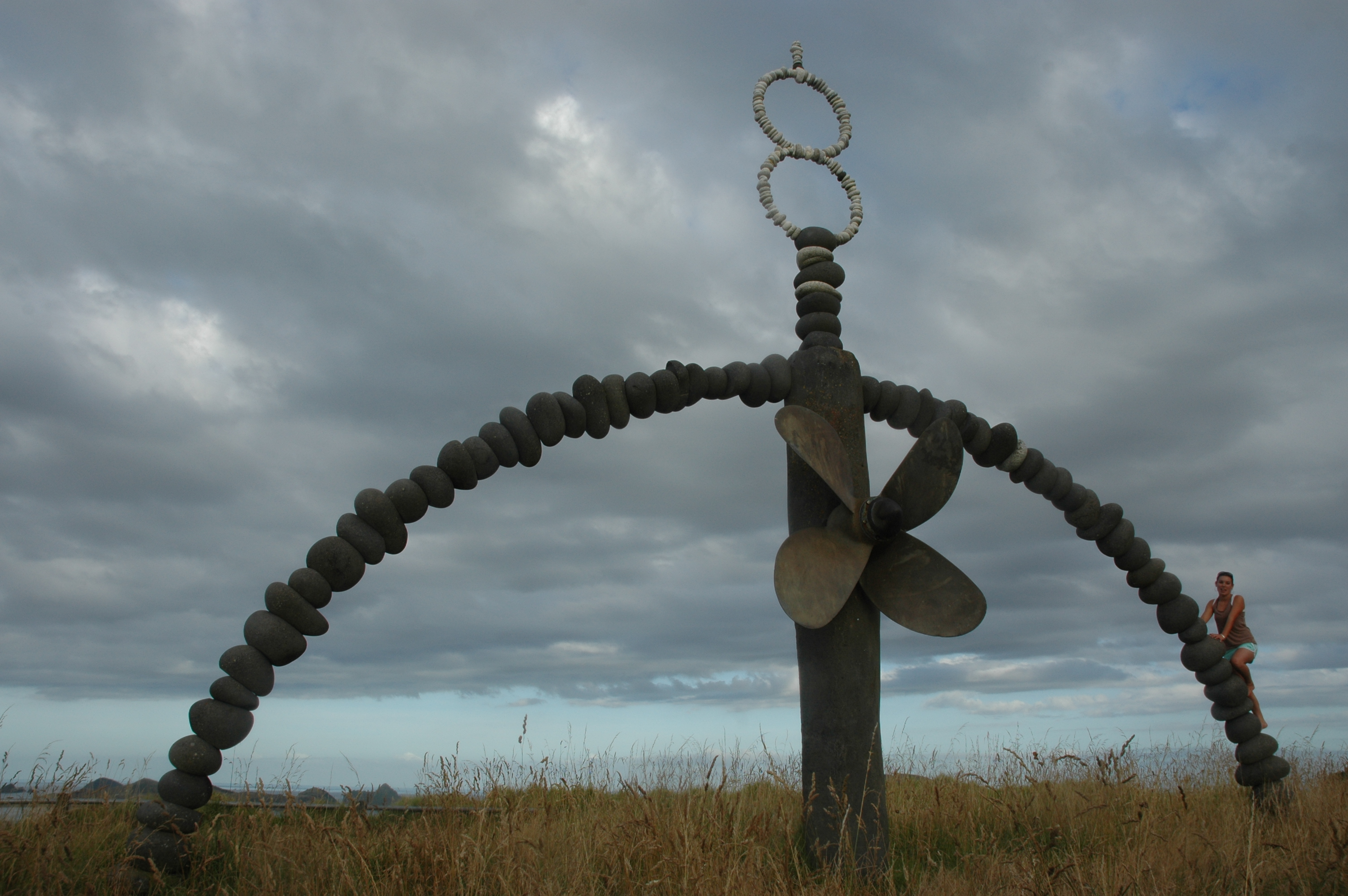
Het Rainbow Warrior Memorial
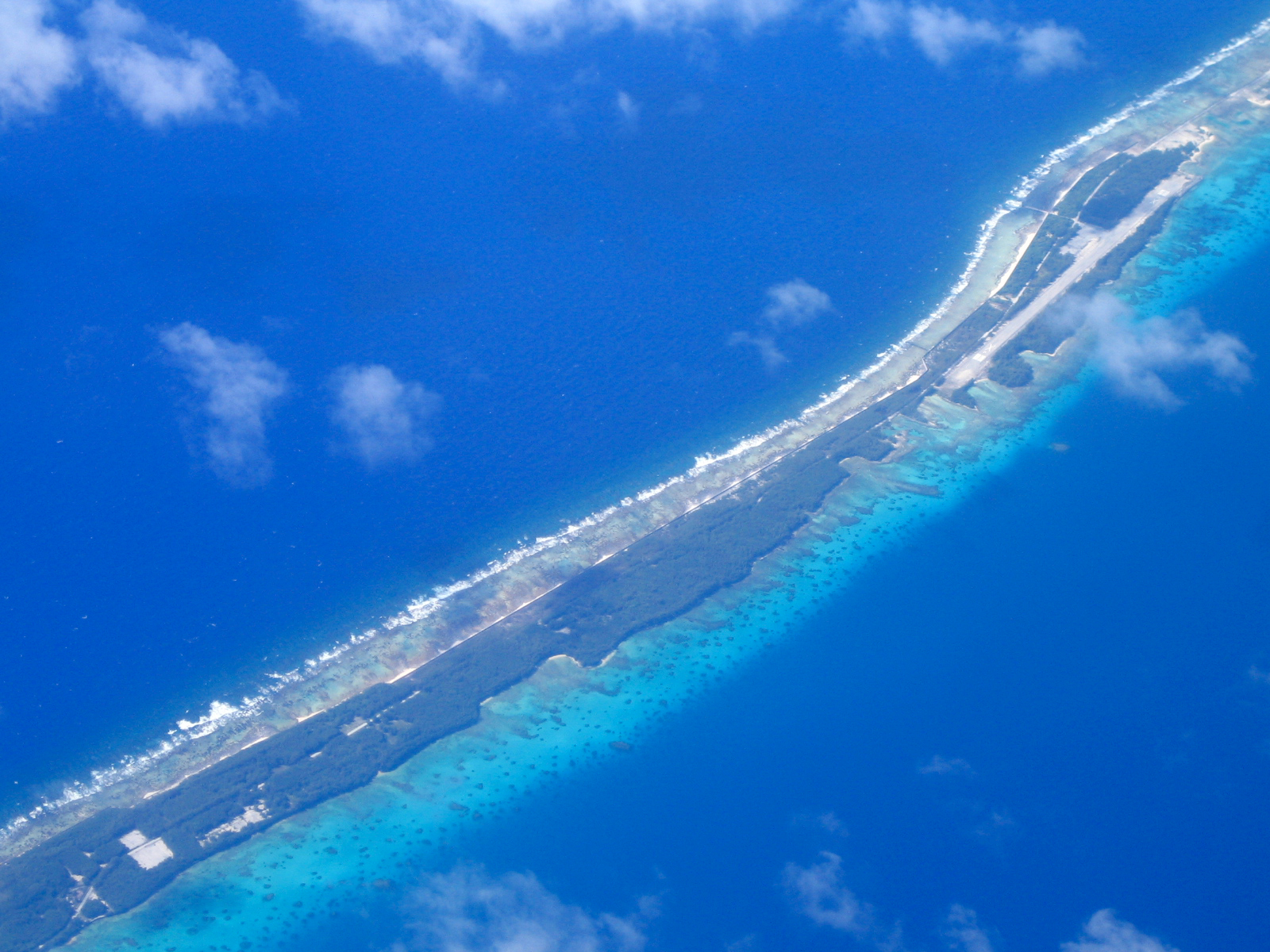
Zicht op Moruroa op 23 dec. 2005.

Sinds 1945 bestond er een anti-kernwapen beweging die streefde naar beëindiging van de ontwikkeling van kernwapens. Toen in 1991 de Koude Oorlog eindigde, ontstond een politiek klimaat waarin een Alomvattend kernstopverdrag mogelijk werd. Eind 1991 waren er 134 ondergrondse proeven op Moruroa en zeven op Fangataufa uitgevoerd en daarna werden de proeven tijdelijk beëindigd.
Eén jaar voor het Alomvattend kernstopverdrag in werking trad (op 24 september 1996) gaf president Jacques Chirac toestemming voor nog een serie kernproeven. Tussen 5 september 1995 en 27 januari 1996 voerde de Franse krijgsmacht nog zes ondergrondse proeven uit, vier op Moruroa en twee op Fangataufa.

### Ontmanteling en effecten achteraf
Na 1996 is de hele infrastructuur ten behoeve van deze kernproeven ontmanteld. De eilanden zijn ontoegankelijk en worden bewaakt en voortdurend door het Institut de radioprotection et de sûreté nucléaire en het Internationaal Atoomenergieagentschap (IAEA) onderzocht op het voorkomen van radioactieve straling. Volgens een rapport van het  IAEA uit 1998 zijn de gevaren van straling op de eilanden Moruroa en Fangataufa opvallend gering, met uitzondering van het risico op innig contact met deeltjes Plutonium op een beperkt aantal plaatsen. De kans hierop voor mensen wordt overigens zeer laag ingeschat. Het niveau van straling die kan worden toegeschreven aan de kernproeven ligt op het niveau van de achtergrondstraling of ver daaronder.
Volgens een rapport uit 2016 van het Institut de radioprotection et de sûreté nucléaire bedroeg de door de kernproeven veroorzaakte radio-actieve straling 0,1% van de natuurlijke achtergrondstraling van 1,4 millisievert/jaar.  Dit betreft het bewoonde gebied in heel Frans-Polynesië buiten de eilanden waarop de proeven plaatsvonden en het gaat vooral om de verontreiniging met het isotoop cesium-137.
Op de website van avibase staat een lijst met broedvogels op Moruroa. Er komen 22 meest zeevogelsoorten voor waaronder vijf soorten van de Rode Lijst van de IUCN waaronder de hendersonstormvogel (Pterodroma atrata).